# Gordo (Alabama)
Pour les articles homonymes, voir Gordo.
Gordo est une municipalité américaine située dans le comté de Pickens en Alabama.
Selon le recensement de 2010, sa population est de 1 750 habitants. La municipalité s'étend sur 3,26 milles carrés (8,44 km2).

## Démographie
| 1910 | 1920 | 1930 | 1940 | 1950 | 1960  | 1970  | 1980  |
| ---- | ---- | ---- | ---- | ---- | ----- | ----- | ----- |
| 707  | 642  | 811  | 934  | 952  | 1 714 | 1 991 | 2 112 |

| 1990  | 2000  | 2010  | - | - | - | - | - |
| ----- | ----- | ----- | - | - | - | - | - |
| 1 918 | 1 677 | 1 750 | - | - | - | - | - |